# Pirascca arbuscula
Espèce
Pirascca arbuscula est une espèce d'insectes lépidoptères (papillons) appartenant à la famille des Riodinidae et au genre Pirascca.

## Dénomination
Pirascca arbuscula a été décrit par Heinrich Benno Möschler en 1883 sous le nom de Symmachia arbuscula.

### Sous-espèces
- Pirascca arbuscula arbuscula
- Pirascca arbuscula mandosatt (Druce, 1904) ; présent au Brésil[1].

### Noms vernaculaires
Pirascca arbuscula se nomme Arbuscula Metalmark en anglais.

## Description
Pirascca arbuscula est un papillon uniformément marron à marron très foncé presque noir à reflets vert métallisé dont l'apex des antérieures est angulaire donnant à l'aile une forme triangulaire.

## Écologie et distribution
Pirascca arbuscula est présent en Amérique sous forme de trois isolats, un à Panama, le second en Guyane, en Guyana et au Surinam et le troisième au Brésil.

### Protection
Pas de statut de protection particulier.